# Fra Bartolomeo

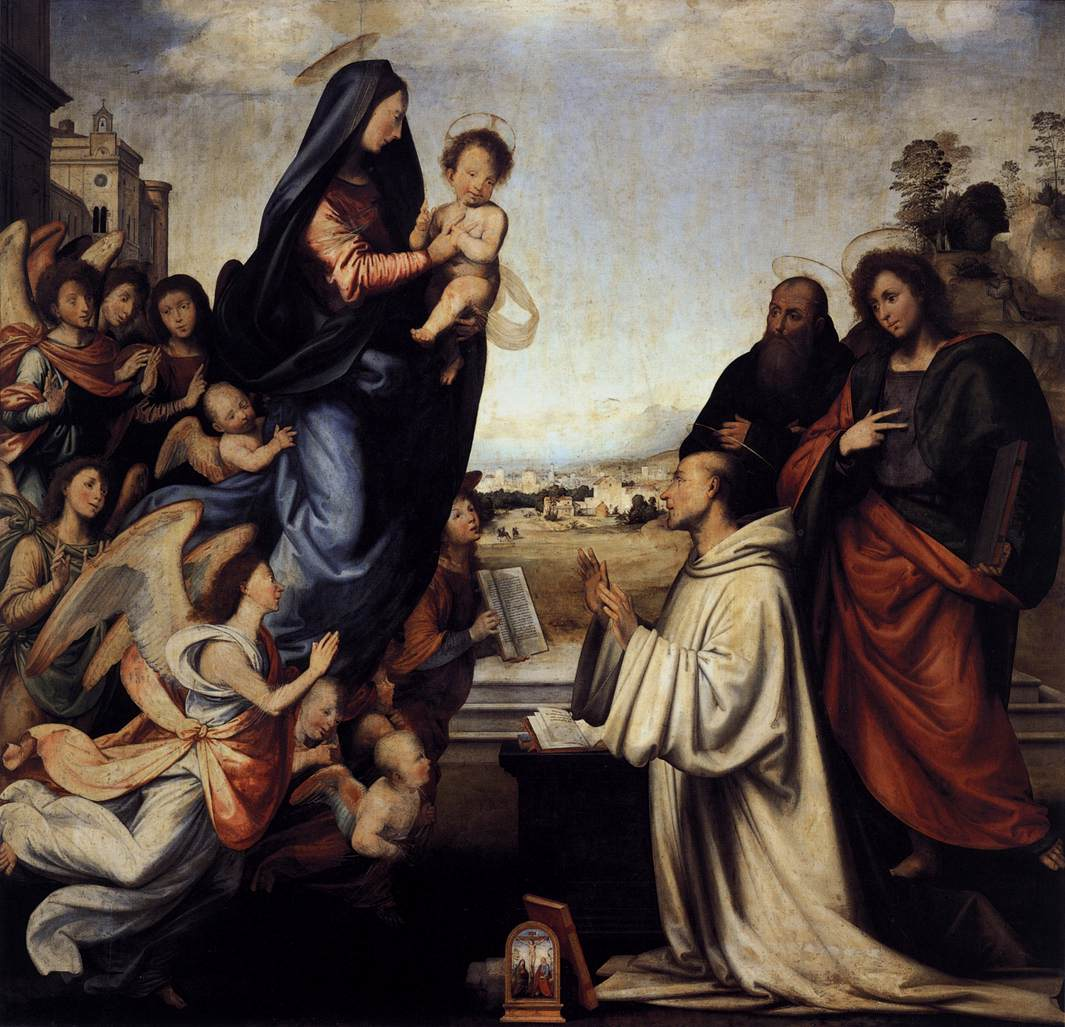
La visió de sant Bernat, pintat cap a 1504, Galeria dels Uffizi

Fra Bartolomeo o fra Bartolommeo (di Pagholo) (Savignano di Prato, Toscana, 28 de març de 1472 - Florència, 31 d'octubre de 1517) és considerat un dels grans artistes del Renaixement a Florència. Inicialment va rebre el nom de Baccio della Porta, però va canviar-lo pel de fra Bartolomeo l'any 1500 en ingressar en l'orde dominicà.

## Biografia
Va nàixer el 28 de març de 1472 a la localitat de Savignano di Prato, prop de Florència, a la Toscana. Rebé el malnom de Baccio della Porta que deriva de Baccio, diminutiu de Bartolomeo i Porta pel fet que sa casa estava prop de la porta de San Piero Gattolini.
Entre 1483 i 1484, gràcies a la recomanació de Benedetto da Maiano, ingressà com a aprenent al taller de Cosimo Rosselli. Després de deixar el taller, començà a interessar-se per l'obra de Leonardo da Vinci. Entre 1490 i 1491 començà una col·laboració amb Mariotto Albertinelli. Des del 1495, Baccio es va fer seguidor dels ensenyaments de fra Girolamo Savonarola, el qual va denunciar el que considerava com a art contemporani inútil i corrupte fins a arribar a crear la foguera de les vanitats. Savonarola defensà l'art com a il·lustració visual directa de la Bíblia per a educar els que eren incapaços de llegir-la. A partir de 1498, va fer el seu famós retrat de Savonarola, avui dia al Museu Nacional de Sant Marc a Florència. L'any següent, li va ser encarregat el fresc del Judici universal per a l'Hostal de Santa Maria Nuova, que va ser acabat per Albertinelli i Giuliano Bugiardini quan Baccio va esdevenir frare dominicà el 26 de juliol de 1500. L'any següent entrà al convent de Sant Marc.
Va renunciar a la pintura durant uns anys, i no hi va reaparèixer fins a l'any 1504, quan esdevingué cap del taller del monestir en obediència al seu superior. En aquell mateix any, començà La visió de sant Bernat per a la capella de la família de Bernardo Bianco a l'abadia Florentina, acabada l'any 1507. Poc després d'aquest treball, Rafael visità Florència i es va fer amic del frare. Bartolomeo n'aprengué l'ús de la perspectiva, mentre que Rafael n'aprengué algunes tècniques del color i la direcció del traç. Les noves tècniques apreses es reflectiren en els treballs futurs d'ambdós artistes. Rafael, amb qui va entaular una gran amistat durant la seua estada, finalitzà dues obres que el frare li havia deixat quan es va haver d'absentar arran d'un viatge a Roma.
A principis de 1508, Bartolomeo es traslladà a Venècia per pintar Déu Pare, santa Maria Magdalena i santa Caterina de Siena per a l'església dominica de Sant Pere Màrtir a Murano, treballs influenciats pel colorisme venecià. Els dominics no li van pagar el treball i va traslladar-se a Lucca. En aquesta ciutat, a l'octubre de 1509, pintà en companyia d'Albertinelli un retaule de la Mare de Déu amb l'infant i sants per a la catedral. El 26 de novembre de 1510, Piero Soderini li encarregà el retaule de la sala del Consell de Florència, ara al Museu de Sant Marc. Dos anys més tard, acabà un altre retaule per a la catedral de Besançon.

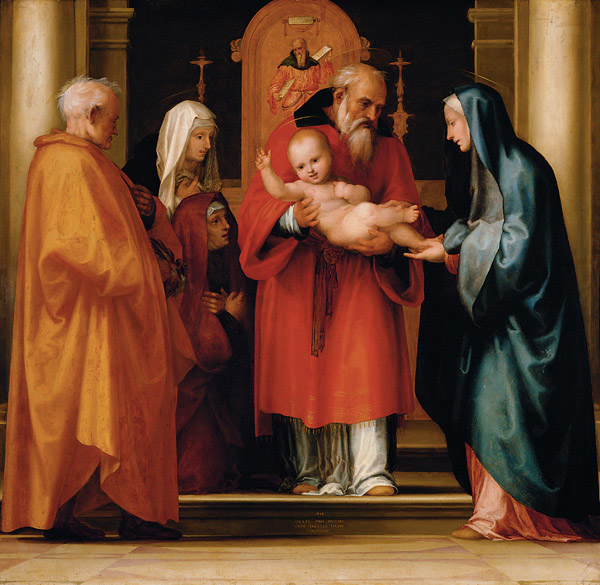
Escena amb Crist al temple (1519),

L'any 1513 va tornar a Roma, on va pintar Pere i Pau, ara a la Pinacoteca Vaticana. Durant els anys següents, pintà Sant Marc evangelista per al palau Pitti a Florència i els frescos del convent dominicà de Pian di Mugnone. Després de fer el Banquet de Venus que havia promès per al duc Alfons I d'Este de Ferrara, del qual només es conserven alguns dels dibuixos, realitzà el seu últim treball, els frescos de Noli me tangere a Pian di Mugnone.
Va morir a Florència l'any 1517.
Una pintura seua, la Sagrada Família, va ser adquirida cap a 1996 pel Museu Getty ("The Getty Center") de Los Angeles, per quasi 2.000 milions de pessetes de l'època.

## Avaluació pictòrica
Inicialment, els seus treballs van palesar la influència de l'ajudant de Rosselli, Piero di Cosimo, i de Ghirlandaio i Filippino Lippi. Després de la interrupció de 1500 a 1503, començà a canviar el seu estil, prenent de Rafael la representació de la llum i els seus efectes sobre les formes i el moviment.

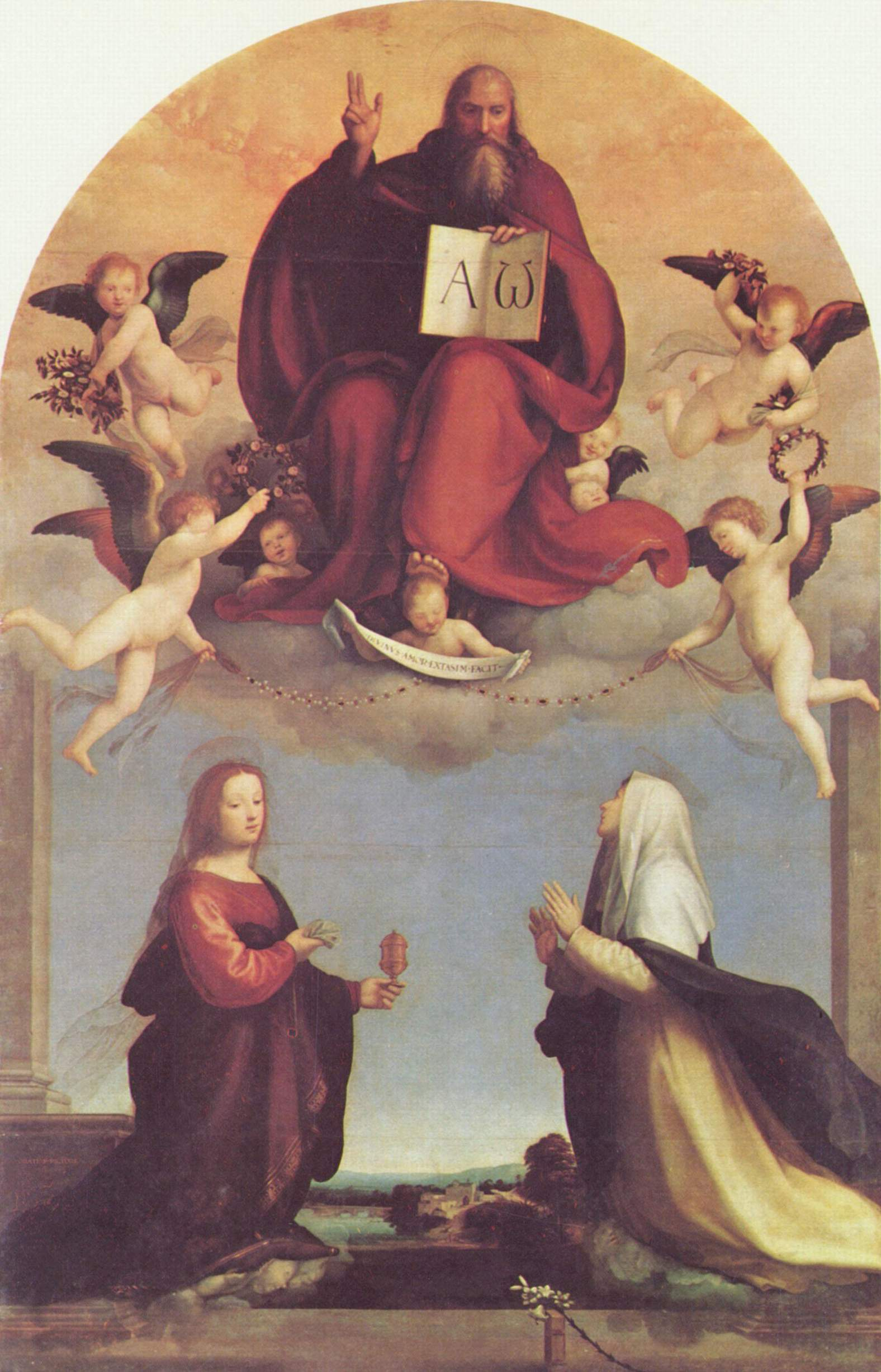
Déu Pare i les santes Magdalena i Caterina de Siena, 1508, Lucca, vil·la Guinigi

A Venècia, degué quedar impressionat sobretot per les obres de Giovanni Bellini, que li van transmetre una nova funció atmosfèrica de la llum i el color: el Déu Pare i les santes Magdalena i Caterina de Siena, pintat a Venècia i conservat a Lucca, al Museu de Vil·la Guinigi, és una composició harmònica de figures representades plàsticament amb colors càlids i lluminosos.
També les seues Sacre Conversazioni ('converses sagrades'), fetes entre 1509 i 1513, van inspirar-se en els retaules bellinians de les esglésies venecianes de Sant Job i Sant Zacaries, on hi ha la Mare de Déu entronitzada, dins d'un absis, coronada per un baldaquí i rodejada de sants. Successivament, durant la seua estada Roma, Bartolomeo va tenir l'oportunitat de conèixer les obres romanes de Rafael i Miquel Àngel, que el van influir durant la resta de la seua vida.
El propòsit de fra Bartolomeo és reafirmar la finalitat religiosa de la pintura, actualitzant-ne el contingut amb les formes expressades pels millors artistes del seu temps: l'esfumat de Leonardo, el plasticisme de Miquel Àngel, el càlid colorit de Bellini, de Giorgione i del jove Ticià i l'equilibri compositiu de Rafael; d'aquesta manera, el missatge religiós no podrà ser millor comprès i, per tant, acollit més favorablement.
En la Visió de sant Bernat reprèn una composició de Filippino Lippi, obrint-la sobre un paisatge fet amb l'esfumat leonardesc; i si en el llenç de Lippi el fet meravellós de l'aparició de la Mare de Déu es transmet a les coses, transfigurant-les, ací les coses mantenen la seua solidesa, normalitzant així el miracle com si es tractara d'un fet quotidià, només emfasitzat per la majestuositat de les formes miquelangelesques.
També en la Mare de Déu de la Misericòrdia es troba una "real" aparició de Crist, dels àngels i de la Mare de Déu, entre persones de carn i ossos. La Mare de Déu, al centre del llenç, posa l'èmfasi en el gest mediador entre la misericòrdia divina i la multitud agenollada, representada en una barreja de realitat i naturalesa sobrenatural, com ho mostra el gest de pregària del frare dominicà situat a la dreta; el grup de xiquets i santa Anna, al primer pla, connecta la realitat de Crist a la Terra amb la seua subsistència en el cel, mostrant l'actualitat de la seua presència, però resolent-se en una cita de la famosa taula de Leonardo.
En aquests dos llenços de Bartolomeo, queda palès el que ell entén per representació religiosa: «el quadre davant el qual prega el poble no és l'objecte, sinó l'instrument del culte, com el so de l'orgue, que indueix en tothom un estat de commoció, la mateixa disposició a la pregària».
Tot i que la seua pintura s'inscriu en els principals corrents pictòrics de la seua època, però només «en el pla del compromís i no de la confrontació dialèctica, la funció històrica de fra Bartolomeo és important. En la seua oratòria sacra hi ha quelcom de l'ardor i la feresa de Savonarola, i s'hi barreja, fins i tot per l'audaç acostament a Leonardo i a Miquel Àngel, un sentiment de l'actualitat històrica, gairebé d'orgull per la supremacia espiritual florentina. La seua religiositat és autèntica, però més que en habilitat es tradueix en devoció; més aviat que la predicació, s'estima més la pregària coral… en aquest sentit, la pintura de fra Bartolomeo, en essència poc complicada, és una de les arrels del manierisme florentí: dirigit a produir imatges que potser no enlluernen els ulls amb l'espectacle de la bellesa, però que posen a funcionar els mecanismes profunds de la psique» (Giulio Carlo Argan).

## Obres

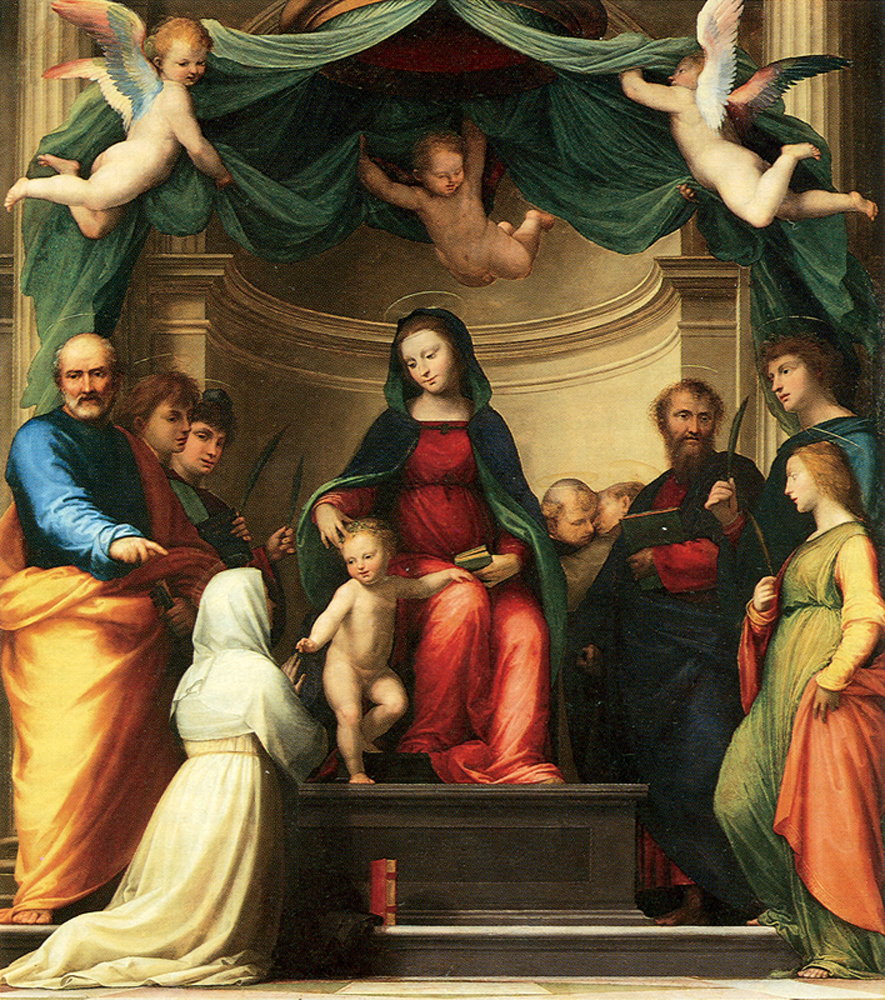
Santa Caterina, 1511, Museu del Louvre
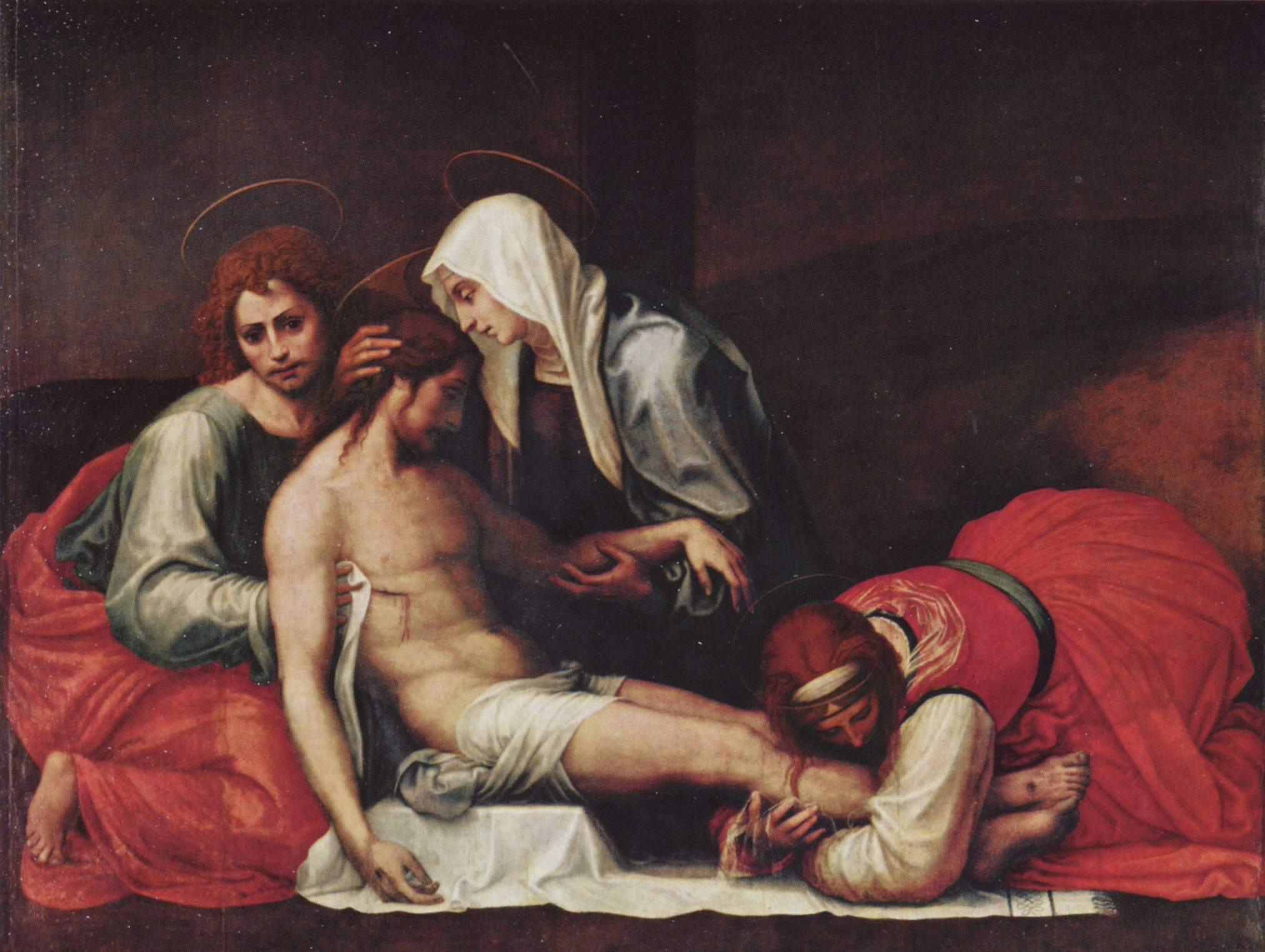
La pietat, 1516, Palazzo Pitti
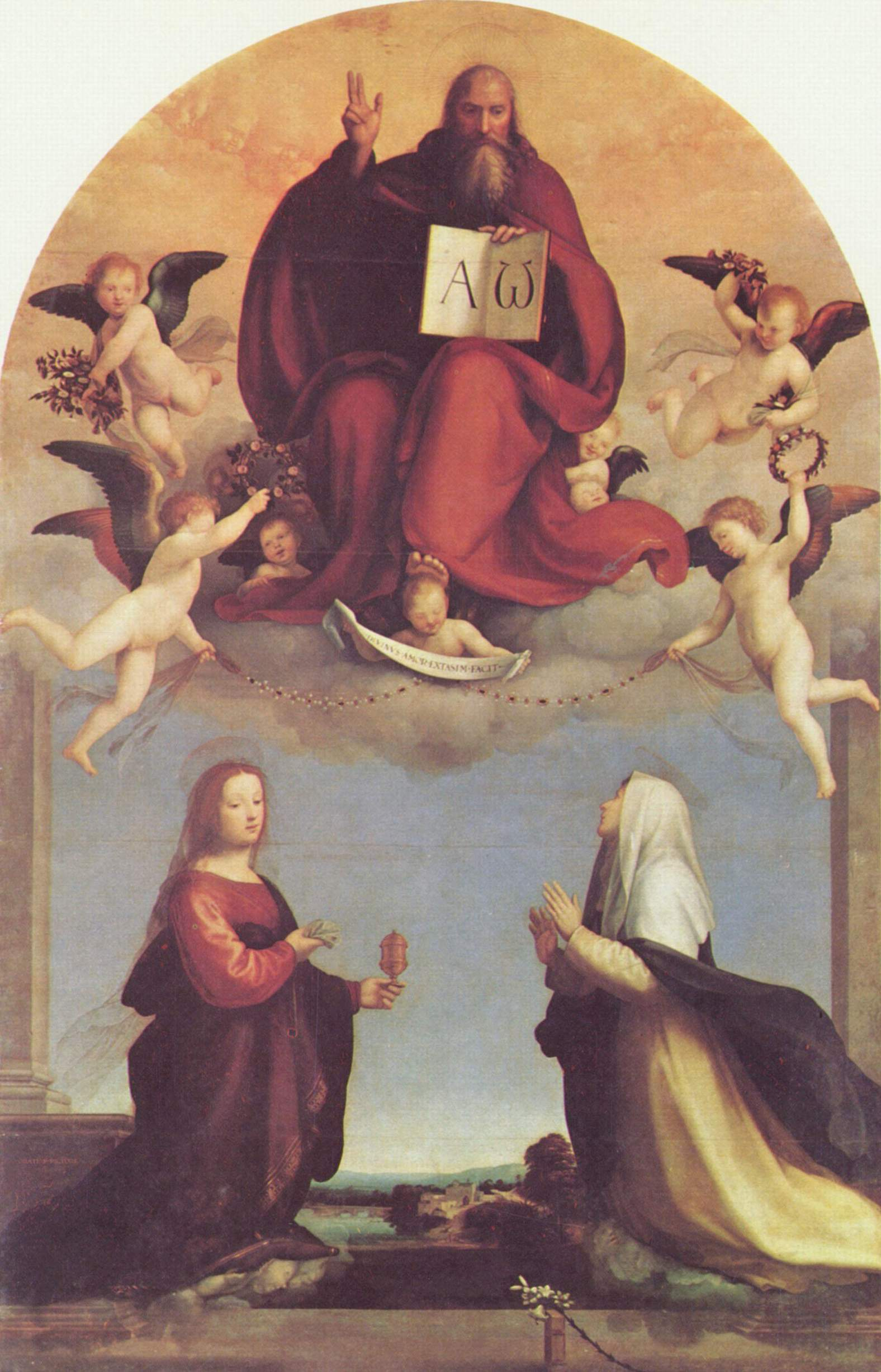
Déu Pare, santa Maria Magdalena i santa Caterina, 1509, Pinacoteca Cívica
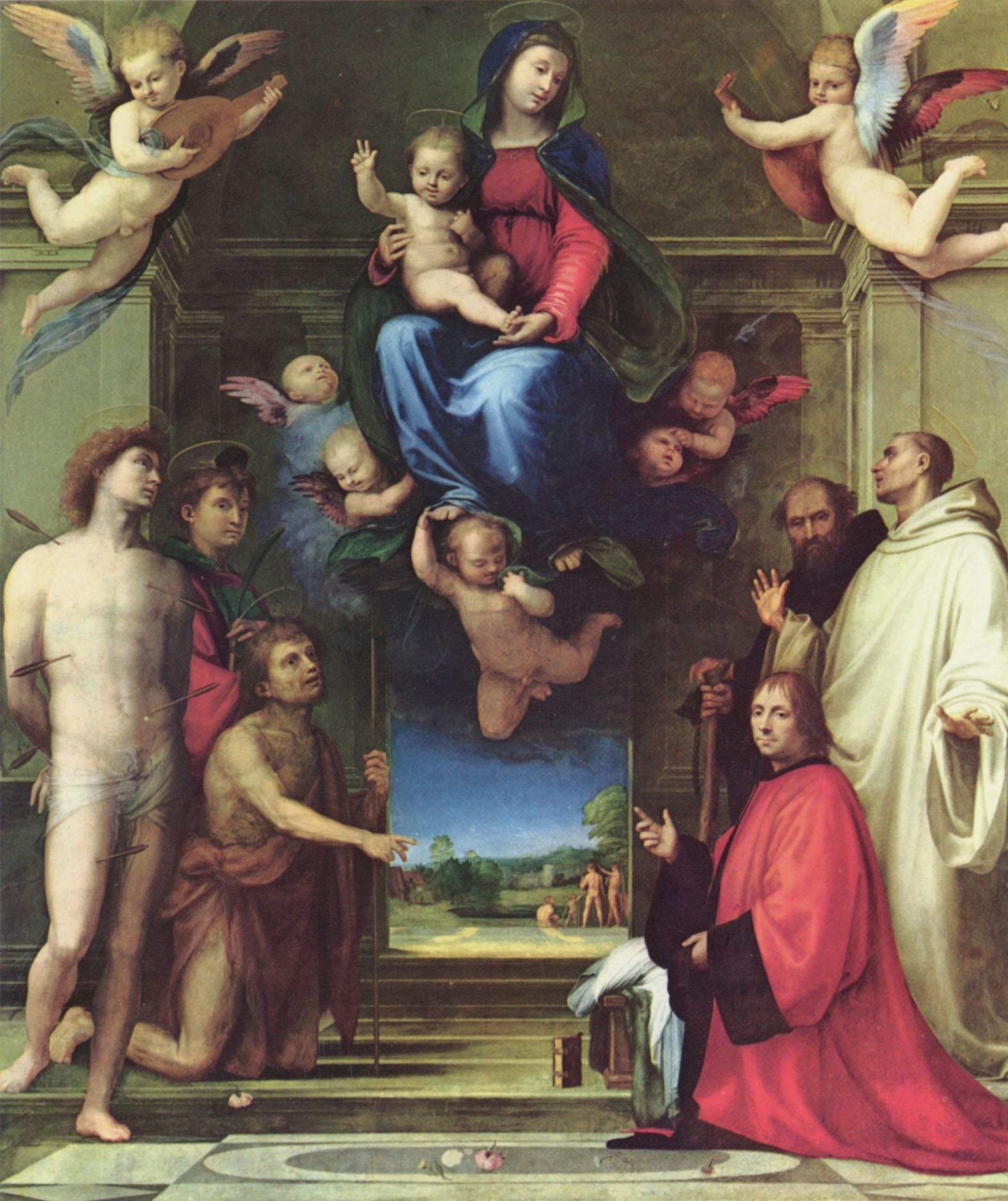
Retaule de la catedral de Besançon, 1511-1512. Catedral de Besançon